# جيف برايت
جيف برايت (بالإنجليزية: Jeff Bright)‏ هو لاعب كرة قدم أسترالي، ولد في 7 مايو 1985 في فيكتوريا في أستراليا. لعب مع نادي برث غلوري.

## وصلات خارجية
- جيف برايت على موقع قاعدة بيانات كرة القدم.إي يو (الإنجليزية)
- جيف برايت على موقع عالم كرة القدم.نت (الإنجليزية)